# آب‌گرمو (دشتستان)
آب‌گرمو، روستایی است از توابع بخش ارم در شهرستان دشتستان استان بوشهر ایران.

## جمعیت
این روستا در دهستان ارم قرار داشته و براساس سرشماری سال ۱۳۸۵ جمعیت آن ۳۸نفر (۷خانوار) می‌باشد.